# Ґіслі Еййоульфссон
Заголовок цієї статті — це ісландське ім'я, де Ґіслі — особове ім'я, а Еййоульфссон — ім'я по батькові. 
Ґіслі Еййоульфссон (ісл. Gísli Eyjólfsson, нар. 31 травня 1994) — ісландський футболіст, півзахисник клубу «Брейдаблік».
Володар Суперкубка Ісландії.

## Клубна кар'єра
У дорослому футболі дебютував 2012 року виступами за команду «Брейдаблік». 
Своєю грою за цю команду привернув увагу представників тренерського штабу клубу «Ауґнаблік», до складу якого приєднався 2013 року. Згодом з 2014 по 2016 рік грав у складі команд «Гейкар», «Брейдаблік» та «Вікінгур» (Оулафсвік).
У 2016 році знову повернувся до «Брейдабліка». Цього разу провів у складі його команди два сезони. Більшість часу, проведеного у складі «Брейдабліка», був основним гравцем команди.
Протягом 2019 року захищав кольори клубу «М'єльбю».
До складу клубу «Брейдаблік» приєднався 2019 року. Станом на 4 квітня 2023 року відіграв за команду з Коупавоґура 69 матчів в національному чемпіонаті.

## Виступи за збірну
У 2021 році дебютував в офіційних матчах у складі національної збірної Ісландії.

## Титули і досягнення
- Володар Суперкубка Ісландії (1):

«Брейдаблік»: 2023